# Ylber Sefa
Ylber Sefa, né le 15 février 1991 à Tirana, est un coureur cycliste albanais.

## Biographie
Ylber Sefa commence le cyclisme à l'âge de 15 ans dans la capitale Tirana, en Albanie.
Il commence à courir en Belgique à partir de 2015 en rejoignant le club Asfra Racing Oudenaarde. En juillet 2016, il s'adjuge le maillot blanc des sprints intermédiaires au Tour de Liège. Cette même année, il remporte le Tour d'Albanie et le Tour du Kosovo.
En 2017, il devient champion d'Albanie sur route. En Belgique, il s'impose à six reprises, notamment sur l'Omloop van de Grensstreek, et obtient de nombreuses places d'honneur. Au mois de septembre, l'équipe continentale Tarteletto-Isorex annonce sa signature pour la saison suivante, avec un contrat professionnel à la clé.
Pour ses débuts en continental en 2018, il se distingue par plusieurs échappées. Lors de sa reprise, au Tour d'Antalya, il se fait reprendre par le peloton sous la flamme rouge, alors qu'il était échappé avec Georg Zimmermann. Aux Trois Jours de Bruges-La Panne, il suit son leader David Boucher à l'avant de la course, et parvient à s'adjuger les classements des sprints,. Peu avant l'été, il réalise un bon mois de juin, en terminant 19e du Tour des onze villes, 21e de Halle-Ingooigem et 27e de Paris-Chauny. En juillet, il conserve son titre de champion d'Albanie, en s'imposant en solitaire devant Eugert Zhupa.

## Palmarès et résultats

### Palmarès par année
- 2010
  - 1re étape du Tour d'Albanie
  - 2e du championnat d'Albanie sur route
- 2011
  - 2e étape de la Kupa Sali Hima
  - Prologue et 3e étape du Tour d'Albanie
  - Tour du Kosovo :
    - Classement général
    - 1re étape

  - 2e du championnat d'Albanie du contre-la-montre
  - 3e du Tour d'Albanie
- 2012
  - Tour of the Lake
  - 2e du championnat d'Albanie du contre-la-montre
  - 2e du championnat d'Albanie sur route
  - 3e du Tour d'Albanie
- 2013
  - Kupa Kujtim Mujo
- 2015
  - 4e étape du Tour du Kosovo
  - 1re étape du Tour d'Albanie
  - 2e du Tour du Kosovo
  - 3e du Tour d'Albanie
- 2016
  - Kupa Fejzi Povata
  - Tour d'Albanie :
    - Classement général
    - Prologue, 1re, 2e, 4e et 5e étapes

  - Tour du Kosovo :
    - Classement général
    - 1re étape

  - 2e du championnat d'Albanie du contre-la-montre
  - 3e du Grand Prix Jules Van Hevel
- 2017
  -  Champion d'Albanie sur route
  - Omloop van de Grensstreek
  - 2e du Sint-Aldegondisprijs
  - 2e du Championnat du Pays de Waes
  - 2e de Romsée-Stavelot-Romsée
  - 2e de la Hill 60-Koers Zillebeke
  - 2e du Grote Prijs Nieuwkerken-Waas
  - 3e du Grand Prix de la ville de Vilvorde
  - 3e de la Liedekerkse Pijl
  - 3e du Grand Prix John Hannes
  - 3e du Mémorial Fred De Bruyne
- 2018
  -  Champion d'Albanie sur route
  - Kupa Shaban Shaba
  - 3e du Grand Prix Raf Jonckheere
  - 3e du Grote Prijs Kortemark
  - 3e du Mémorial Fred De Bruyne
- 2019
  -  Champion des Balkans sur route
  -  Champion d'Albanie sur route
  -  Champion d'Albanie du contre-la-montre
  - Kupa 26 Marsi
  - 1re étape du Tour d'Albanie
  - 2e du Grote Prijs Beerens
  - 2e du Grand Prix Briek Schotte
  - 2e du Grote Prijs Nieuwkerken-Waas
  - 3e du Grand Prix José Dubois
- 2020
  -  Champion d'Albanie sur route
  -  Champion d'Albanie du contre-la-montre
- 2021
  -  Champion d'Albanie sur route
  -  Champion d'Albanie du contre-la-montre
  - 2e du Tour du Kosovo
- 2022
  - Grand Prix du Vélodrome de Rochefort
  - Tour d'Albanie : 
    - Classement général
    - 1re et 5e étapes

  - 2e du Circuit du Pays de Waes
  - 2e du Championnat du Pays de Waes
- 2023
  -  Champion d'Albanie du contre-la-montre
  - 3e du championnat d'Albanie sur route
- 2024
  - 2e du Prix national de clôture

### Classements mondiaux
| Année                                 | 2016  | 2017  | 2018 | 2019 | 2020 | 2021 | 2022 | 2023  |
| ------------------------------------- | ----- | ----- | ---- | ---- | ---- | ---- | ---- | ----- |
| Classement mondial                    | 1794e | 1428e | 564e | 817e | 470e | 521e | 334e | 1203e |
| UCI Europe Tour                       | 1188e | 927e  | 410e | 595e | 387e | 421e | 268e | nc    |
| UCI Asia Tour                         | nc    | nc    | 295e |      |      |      |      |       |
|                                       |       |       |      |      |      |      |      |       |
| Légende : nc = non classéSource : UCI |       |       |      |      |      |      |      |       |